# Santa Cruz Mountains AVA

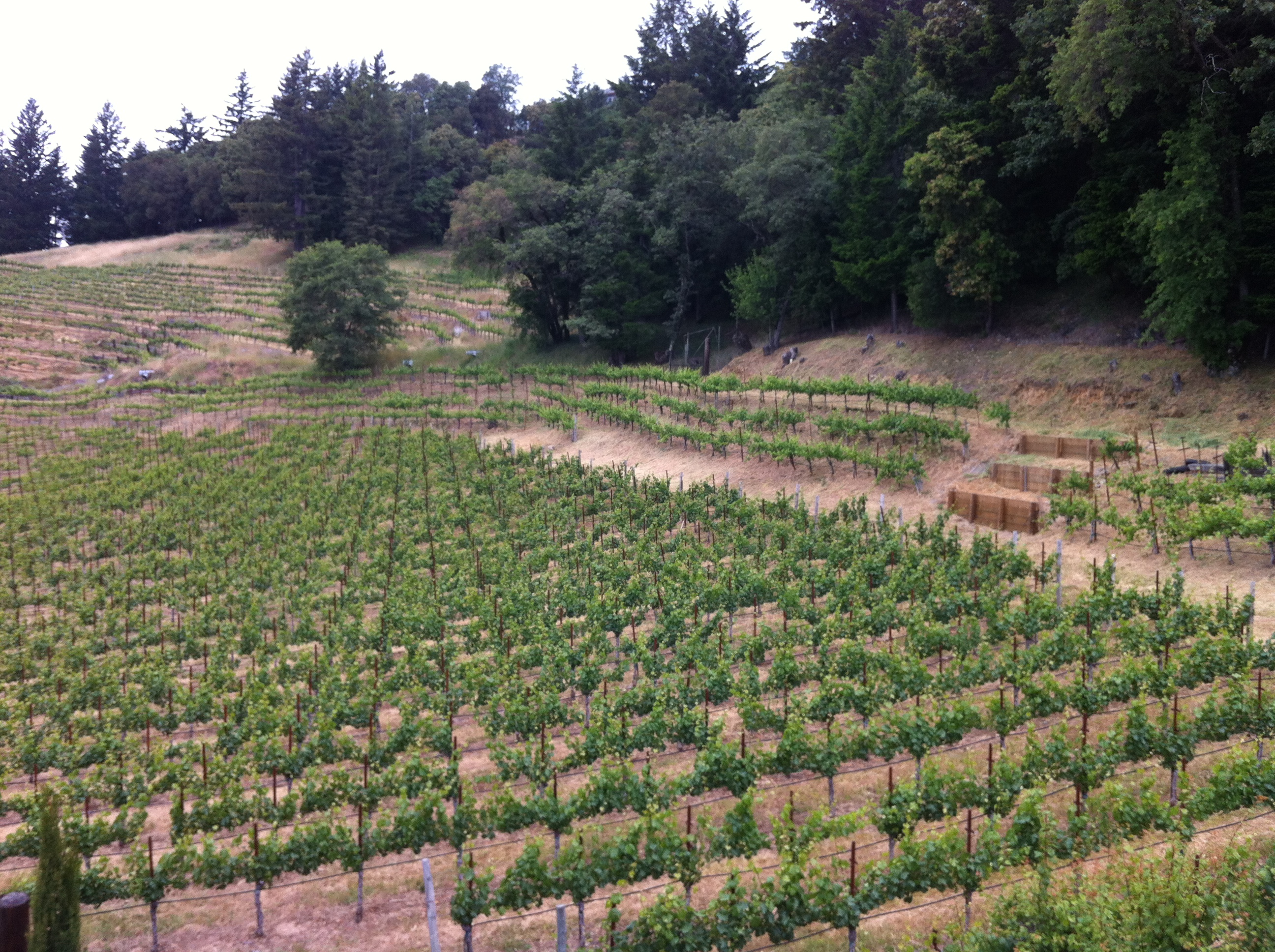
David Bruce Weinberge in Santa Cruz Mountain AVA

 Santa Cruz Mountains AVA (anerkannt seit 1982) ist ein Weinbaugebiet im US-Bundesstaat Kalifornien und ist Teil der überregionalen Central Coast AVA. Das Gebiet liegt in der Region der Santa Cruz Mountains und erstreckt sich auf die drei Verwaltungseinheiten Santa Clara County, Santa Cruz County und San Mateo County, die allesamt Teil der San Francisco Bay Area sind.
In der Vergangenheit wurden die Rebflächen mehrfach Opfer der Rebkrankheit Pierce Disease.

## Geografie und Klima
Die Rebfläche wird einerseits von den Santa Cruz Mountains sowie im Norden von Half Moon Bay begrenzt. Die Rebflächen liegen auf einer Höhe von 120 bis 250 m ü. NN.

## Weinbaubetriebe
Die Region erlangte weltweiten Ruf, als bei der Weinjury von Paris im Jahr 1976 zwei Weinbaubetriebe der Santa Cruz Mountains unter die zehn besten Betriebe weltweit gewählt wurden. Zum einen handelte es sich um einen Weißwein aus Chardonnay Jahrgang 1973 der David Bruce Winery (Rang 10 der Weißweine) sowie einen Rotwein des Jahrgangs 1971 von Monte Bello de Ridge Vineyards (Rang 5 der Rotweine).